# منحة مارشال

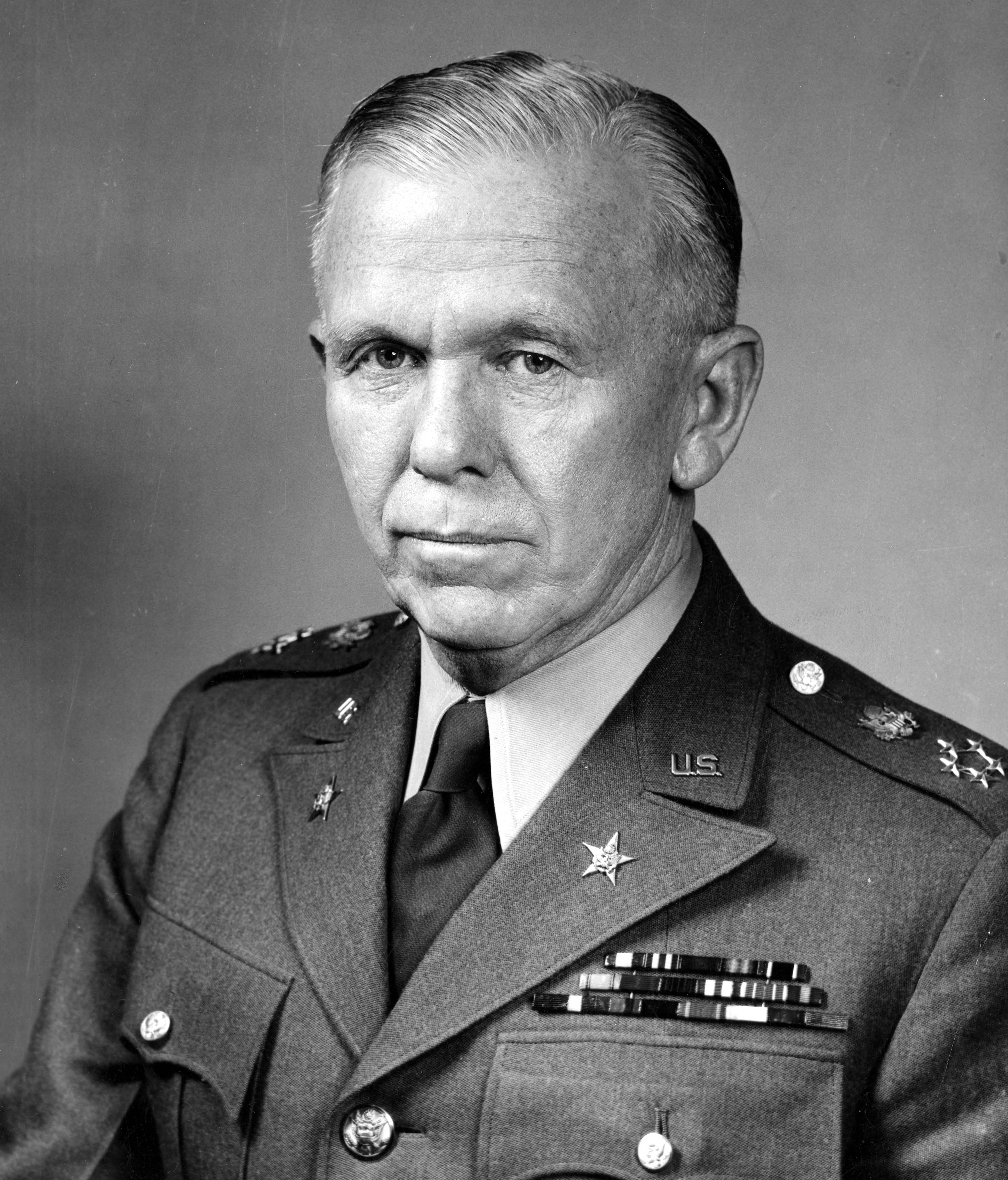
جورج س. مارشال ، وزير الخارجية السابق ووزير الدفاع، الذين تم تسمية المنحة الدراسية باسمه

منحة مارشال هي منحة للدراسات العليا للشباب الأميركيين المتميزين فكريًا و قادة المستقبل في بلادهم، للدراسة في أي جامعة في المملكة المتحدة . الهدف من هذه المنحة التي أنشأها برلمان المملكة المتحدة في عام 1953 أن تكون هدية للولايات المتحدة تقديراً لسخاء وزير الخارجية الأمريكي جورج مارشال وخطة مارشال في أعقاب الحرب العالمية الثانية ،وتعزيز العلاقة الخاصة بين البلدين من أجل خير البشرية. يتم تقديم المنح الدراسية من قبل لجنة مارشال لإحياء ذكرى المعونة وتمولها الحكومة البريطانية إلى حد كبير.
مع وجود ما يقارب ال 1000 شخص من المتقدمين في السنوات الأخيرة، فهي تعتبر من بين منح الدراسات العليا الأكثر اختيارا للأميركيين، مع معدل قبول حوالي 4 في المئة، ومنخفض وصل إلى 3.2 في المئة في عام 2015. تعتبر هذه المنحة على نطاق واسع واحدة من أعرق المنح الدراسية للمواطنين الأميركيين إلى جانب منحة فولبرايت. 
منحة مارشال هي المنحة الدراسية الوحيدة المتاحة على نطاق واسع للأميركيين للدراسة في أي جامعة في المملكة المتحدة. كانت هذه المنحة أيضًا أول منحة دراسية للخريجين البريطانيين في التعليم المختلط؛ وكانت ثلث المجموعة الأولى من هذه المنحة في عام 1954 من النساء.
هناك أكثر من 1900 من خريجي منحة مارشال من العلماء والباحثين وغيرهم، من بينهم اثنان من تسعة قضاة حاليا في المحكمة العليا للولايات المتحدة ( وهما نيل غورسش وستيفن براير ). والخريجون الآخرون من هذه المنحة عملوا في الكونغرس ومجلس الوزراء الرئاسي ؛ ومنهم من أصبحوا حكاما لبعض الولايات الأمريكية، والمديرون التنفيذيون لشركات مثل LinkedIn و Dolby Labs ، وعمداء كلية الحقوق بجامعة ييل وكلية ستانفورد للقانون وكلية هارفارد كينيدي وكلية هارفارد، ورؤساء جامعة ديوك وكلية ويلسلي واتحاد كوبر وكلتيك . ومن بين هؤلاء الخريجيين حصل واحد على جائزة نوبل، وحصل أربعة مؤلفين على جائزة بوليتزر، واثنين فازوا بجوائز جون بيتس كلارك ، واثني عشر فازوا بجائزة ماك آرثر جينيس جرانت، ومن بين خريجي منحة مارشال أيضا رئيس المكتب الوطني للبحوث الاقتصادية ، والمحررين الإداريين لمجلة تايم وسي إن إن ، ومحرر الأخبار لصحيفة نيويورك تايمز ، وأصغر رائد فضاء في ناسا (آن ماكلاين) ، واثنين من الخريجين ترشحوا لجوائز الأوسكار ، وآخر فائز بالميدالية الوطنية للتكنولوجيا والابتكار، وآخر على جائزة الصليب المتميز للخدمة أثناء حرب العراق .